# Kishódos
Kishódos község Szabolcs-Szatmár-Bereg vármegyében, a Fehérgyarmati járásban. A vármegye és az Észak-Alföld legkisebb népességű települése.

## Fekvése
A vármegye keleti részén, az ukrán határ mentén fekszik, a Túr mellett, annak bal partján.
Szomszédai a határ magyar oldalán: észak felől Kispalád, délkelet felől Nagyhódos, délnyugat felől Rozsály, nyugat felől Tisztaberek, északnyugat felől pedig Botpalád. Északkelet felől a legközelebbi település az ukrajnai Nagypalád (Велика Паладь).
Legközelebbi szomszédja a kevesebb, mint 2 kilométerre lévő Nagyhódos; a környék más települései közül Garbolc 4, Kispalád 7, Botpalád 9, Magosliget 12, Uszka 15, Tiszabecs 19, Sonkád 8, Kölcse pedig 12 kilométer távolságra található.

### Megközelítése
Az 1980-as évekig zsákfalu volt Nagyhódos irányából. Aztán 1989-ben egy minisztériumok által kiírt pályázat segítségével a Közúti Építő Vállalat Kispaládig megépíthette a községbe vezető út meghosszabbítását, ami 1993-re készült el.

A ma érvényes útszámozás szerint a 4143-as út halad végig a településen, nagyjából dél-északi irányban, közúton csak ezen érhető el az ország belsőbb részei felől, de immár mindkét végponti település, Gacsály vagy Tiszabecs irányából.
Vasútvonal nem érinti, a legközelebbi vasúti csatlakozási pontok Zajta vasútállomás vagy Rozsály megállóhely a MÁV Nyíregyháza–Mátészalka–Zajta-vasútvonalán.

## Története
Kishodos neve először a Váradi regestrumban – egy tüzesvaspróba kapcsán – tűnt fel; nevét már a 15. században is mai alakjában írták.
Az egykori Túr menti összefüggő erdőterületen Hodos valószínűleg a 13. század folyamán keletkezett. A 14. század első felében a Gutkeled nemzetség Tiba-ága észak-szatmári uradalmának a része. A 15. században Kis- és Nagyhódos már két önálló település: míg az utóbbi a Gutkeled-nembeli Gacsályi-rokonság birtoka, Kishódos a Drágffyaké. Valószínűleg ők végezték a falu benépesítését is.
1486-ban Bélteki Drágffy Bertalan a falut a tisztabereki pálos remetéknek ajándékozta.
1592-ben az egész birtokot Károlyi Mihály kapta meg. Az 1600-as években a királyi kamaráé volt, s a szatmári várhoz tartozott.
A 18. században és a 19. század elején kamarai birtok, s a tiszaújlaki provizorátushoz tartozott. Ekkor a Berenczei Kováts család szerezte meg, és még a 20. század elején is az övék volt.

## Közélete

### Polgármesterei
- 1990–1994: Czövek Zoltán (független)[7][8]
- 1994–1998: Czövek Zoltán (független)[9][10]
- 1998–2002: Czövek Zoltán (független)[11][12]
- 2002–2006: Czövek Zoltán (független)[13][14]
- 2006–2010: Krakkó Zsigmond (független)[15]
- 2010–2014: Krakkó Zsigmond (Fidesz–KDNP)[16]
- 2014–2019: Krakkó Zsigmond (Fidesz–KDNP)[17]
- 2019–2024: Krakkó Zsigmond (Fidesz–KDNP)[18]
- 2024– : Nyitrai Szabolcs (független)[1]

## Népesség
A település népességének változása:
| Lakosok száma | 79   | 70   | 68   | 69   | 73   | 60   | 52   |
|               | 2013 | 2014 | 2015 | 2021 | 2022 | 2023 | 2024 |

2001-ben a település lakosságának 88%-a magyar, 12%-a cigány nemzetiségűnek vallotta magát.
A 2011-es népszámlálás során a lakosok 98,7%-a magyarnak, 25,6% cigánynak mondta magát (1,3% nem nyilatkozott; a kettős identitások miatt a végösszeg nagyobb lehet 100%-nál). A vallási megoszlás a következő volt: római katolikus 3,8%, református 91%, görögkatolikus 1,3% (3,8% nem válaszolt).
2022-ben a lakosság 91,8%-a vallotta magát magyarnak, 8,2% nem nyilatkozott. Vallásuk szerint 2,7% volt római katolikus, 82,2% református, 5,5% görög katolikus, 9,6% nem válaszolt).

## Nevezetességei
- Református templom – épült 1815-1823 között. 1841-ben építették a tornyot, 1847-ben fejeződött be az építkezés. 1859-ben készült el a belső berendezés. A templom belsejében a torony felőli oldalon egy fakarzat, kazettajellegű egyszínű deszkamennyezet és fűrészelt-faragott szószékkorona található. A négyszögletes úrasztalába beillesztették valamelyik korábbi templom 1643-ból származó, napjainkra lekopott festésű, köriratos kerek asztallapját.[22]

## Külső hivatkozások
- kishodos.reblog.hu (magyar nyelven) (html). reblog.hu, 2025. április 13. [2025. február 20-i dátummal az eredetiből archiválva]. (Hozzáférés: 2025. április 13.)